# Babia Góra (Czernica)
Babia Góra – część wsi Czernica w Polsce, położona w województwie śląskim, w powiecie rybnickim, w gminie Gaszowice.
W latach 1975–1998 Babia Góra administracyjnie należała do województwa katowickiego.